# 1988-as Tour de France
Az 1988-as Tour de France volt a 75. francia körverseny. 1988. július 4-e és július 24-e között rendezték.

## Végeredmény
| Versenyző | Csapat        | Idő                  |                |
| --------- | ------------- | -------------------- | -------------- |
| 1         | Pedro Delgado | Reynolds             | 84 óra 27' 53" |
| 2         | Steven Rooks  | PDM Chrome Cassettes | 7' 13"         |
| 3         | Fabio Parra   | Kelme                | 9' 58"         |
| 4         | Steve Bauer   | Weinmann-La Suisse   | 12' 15"        |
| 5         | Eric Boyer    | Systeme U            | 14' 04"        |
| 6         | Luis Herrera  | Cafe de Colombia     | 14' 36"        |
| 7         | Ronan Pensec  | Z-Peugeot            | 16' 52"        |
| 8         | Álvaro Pino   | B.H.                 | 18' 36"        |
| 9         | Peter Winnen  | Panasonic-Isostar    | 19' 12"        |
| 10        | Denis Roux    | Z-Peugeot            | 20' 08"        |

## Szakasz eredmények
| Dátum      | Szakasz    | Útvonal                                       | Táv        | Győztes              | Sárga trikós    |
| ---------- | ---------- | --------------------------------------------- | ---------- | -------------------- | --------------- |
| Július 3.  | Prológ     | Pornichet - La Baule                          | 1 km       | Guido Bontempi       | Guido Bontempi  |
| Július 4.  | 1.         | Pontchâteau - Machecoul                       | 91,5 km    | Steve Bauer          | Steve Bauer     |
|            | 2.         | La Haie-Fouassière - Ancenis (csapatidőfutam) | 48 km      | Panasonic            | Teun van Vliet  |
| Július 5.  | 3.         | Nantes - Le Mans                              | 213,5 km   | Jean-Paul van Poppel | Teun van Vliet  |
| Július 6.  | 4.         | Le Mans - Évreux                              | 158 km     | Acacio Da Silva      | Teun van Vliet  |
| Július 7.  | 5.         | Neufchâtel-en-Bray - Liévin                   | 147,5 km   | Jelle Nijdam         | Henk Lubberding |
| Július 8.  | 6.         | Liévin - Wasquehal (egyéni időfutam)          | 52 km      | Sean Yates           | Jelle Nijdam    |
| Július 9.  | 7.         | Wasquehal - Reims                             | 225 km     | Valerio Tebaldi      | Jelle Nijdam    |
| Július 10. | 8.         | Reims - Nancy                                 | 219 km     | Rolf Gölz            | Steve Bauer     |
| Július 11. | 9.         | Nancy - Strasbourg                            | 160,5 km   | Jérôme Simon         | Steve Bauer     |
| Július 12. | 10.        | Belfort - Besançon                            | 149,5 km   | Jean-Paul van Poppel | Steve Bauer     |
| Július 13. | 11.        | Besançon - Morzine                            | 232 km     | Fabio Parra          | Steve Bauer     |
| Július 14. | 12.        | Morzine - Alpe d’Huez                         | 227 km     | Steven Rooks         | Pedro Delgado   |
| Július 15. | 13.        | Grenoble - Villard-de-Lans (egyéni időfutam)  | 38 km      | Pedro Delgado        | Pedro Delgado   |
| Július 16. | Pihenő nap | Pihenő nap                                    | Pihenő nap | Pihenő nap           | Pihenő nap      |
| Július 17. | 14.        | Blagnac - Guzet-Neige                         | 163 km     | Massimo Ghirotto     | Pedro Delgado   |
| Július 18. | 15.        | Saint-Girons - Luz Ardiden                    | 187,5 km   | Laudelino Cubino     | Pedro Delgado   |
| Július 19. | 16.        | Tarbes - Pau                                  | 38 km      | Adri van der Poel    | Pedro Delgado   |
|            | 17.        | Pau- Bordeaux                                 | 210 km     | Jean-Paul van Poppel | Pedro Delgado   |
| Július 20. | 18.        | Ruelle-sur-Touvre - Limoges                   | 93,5 km    | Gianni Bugno         | Pedro Delgado   |
| Július 21. | 19.        | Limoges - Puy de Dôme                         | 188 km     | Johnny Weltz         | Pedro Delgado   |
| Július 22. | 20.        | Clermont-Ferrand - Chalon-sur-Saône           | 223,5 km   | Thierry Marie        | Pedro Delgado   |
| Július 23. | 21.        | Santenay - Santenay (egyéni időfutam)         | 46 km      | Juan Martínez Oliver | Pedro Delgado   |
| Július 24. | 22.        | Nemours - Párizs                              | 172,5 km   | Jean-Paul van Poppel | Pedro Delgado   |